# Брод

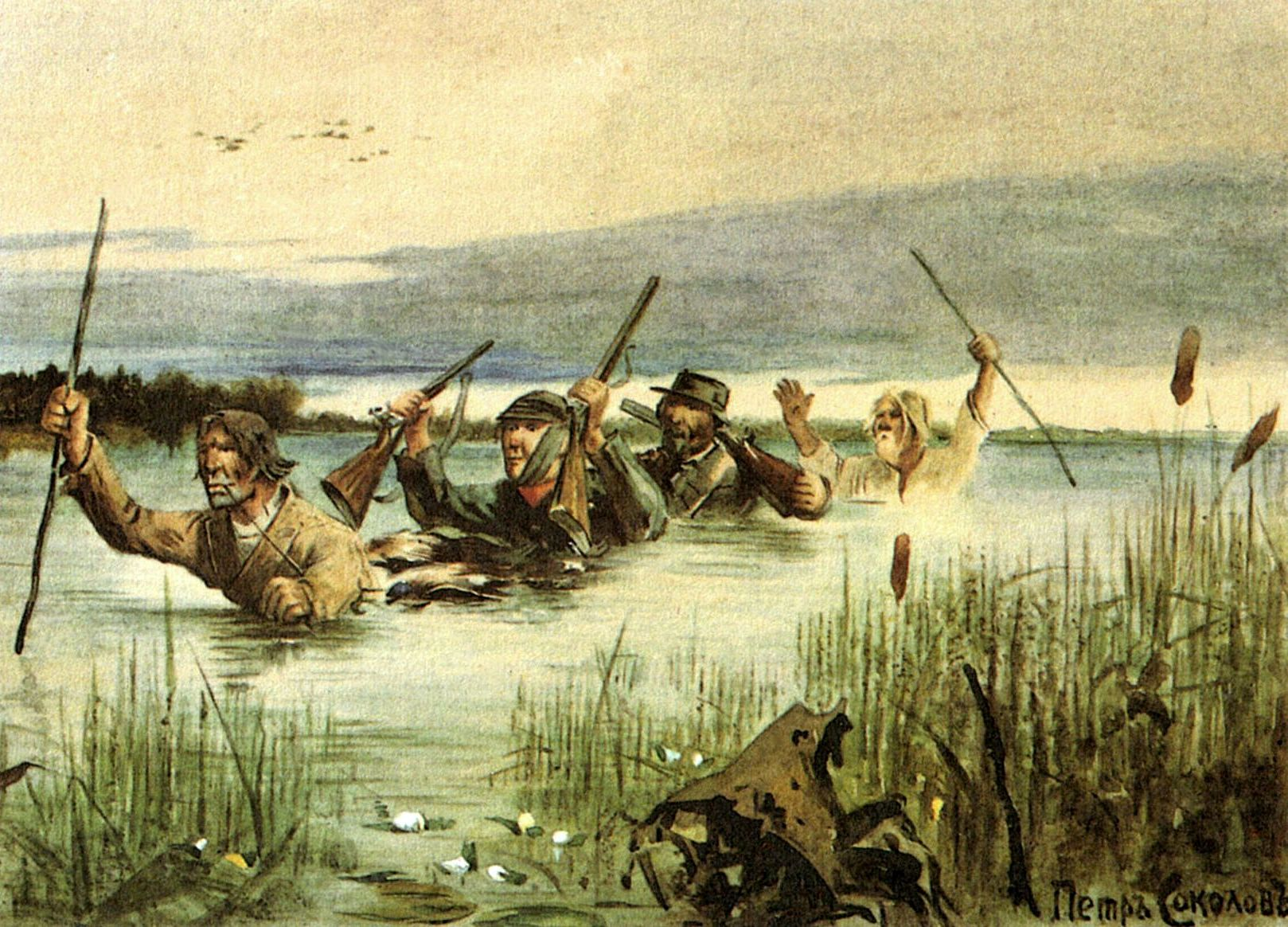
Охотники переходят речку вброд. Иллюстрация Петра Соколова к «Запискам охотника» Тургенева

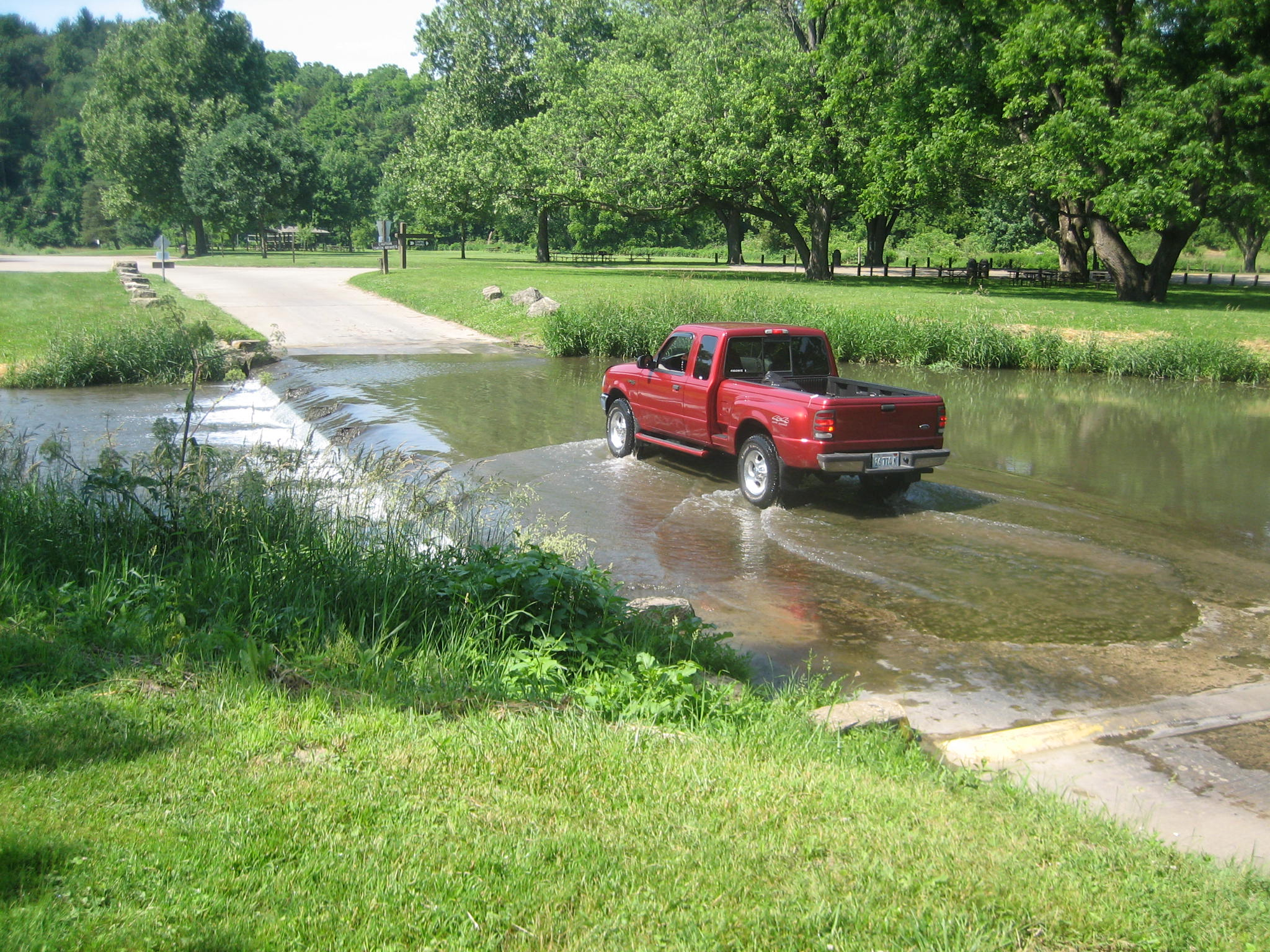
Брод через ручей

Брод — неглубокое место в реке или ручье, по которому можно пересечь их пешком, верхом или на автомобилях.
Среди наиболее известных массовых переходов вброд стоит назвать переход войск фельдмаршала Ласси в 1738 году через Сиваш (Гнилое море) и Русской императорской армии в 1828 году через Дунай, около ½ версты шедшей вброд к лодкам, которые за мелководьем не могли подойти к берегу.
Возле бродов, особенно в Средние века, часто возникали города. Многие географические названия связаны с бродами (нем. Furt; англ. ford):
- Франкфурт-на-Майне
- Франкфурт-на-Одере
- Эрфурт
- Клагенфурт
- Штайнфурт
- Оксфорд
- Стратфорд-апон-Эйвон
- Стратфорд-он-Слейни
- Броды
- Гавличкув Брод
- Вифавара